# Evangelium svatého Matouše s homiliemi
Takzvané Evangelium svatého Matouše s homiliemi je překlad Matoušova evangelia z období 1. redakce staročeské Bible. Jedná se o spis psaný na pergamenu gotickou minuskulí asi v 70. letech 14. století. Rukopis je uchováván v Národní knihovně České republiky v Praze (signatura XVII.A.4). Jeho autor přeložil z latiny do češtiny celé Matoušovo evangelium a za jednotlivé úseky vkládal překlady výkladů příslušných pasáží od Jeronýma, Řehoře Velikého, Bedy Ctihodného, Jana Zlatoústého, Órigena a jiných, např. Karla IV. Tento text měl být přejat do Bible leskovecko-drážďanské, ale jelikož v něm nebyly dost zřetelně odděleny biblické pasáže od následných výkladů, písař Matoušova evangelia bible drážďanské se přidržel starší verze překladu. Text tohoto evangelia byl však opsán do Bible olomoucké a do Bible litoměřicko-třeboňské.
Jestliže byla Bible drážďanská napsána okolo roku 1360 (tato datace je ovšem zpochybněna už J. Dobrovským), pak není možné, aby autorem tohoto textu byl - jak se někdy udává - Jan Milíč z Kroměříže, neboť ten nastoupil do císařské kanceláře v Praze až v roce 1358 a kázat začal až v roce 1363. Autor tohoto překladu tedy není znám.